# Бормотово
Бормотово (Плешки) — бывшая деревня в Промышленновском районе Кемеровской области России. Входила в состав Окуневского сельского поселения.

## География
Центральная часть населённого пункта расположена на высоте 155 метров над уровнем моря.

## История
В 2012 году деревня упразднена как фактически прекратившая существование.

## Население
| 1970 | 1979 | 1989 | 2002 | 2010 |
| ---- | ---- | ---- | ---- | ---- |
| 177  | ↗252 | ↘143 | ↗214 | ↘0   |